# Effetto Hook

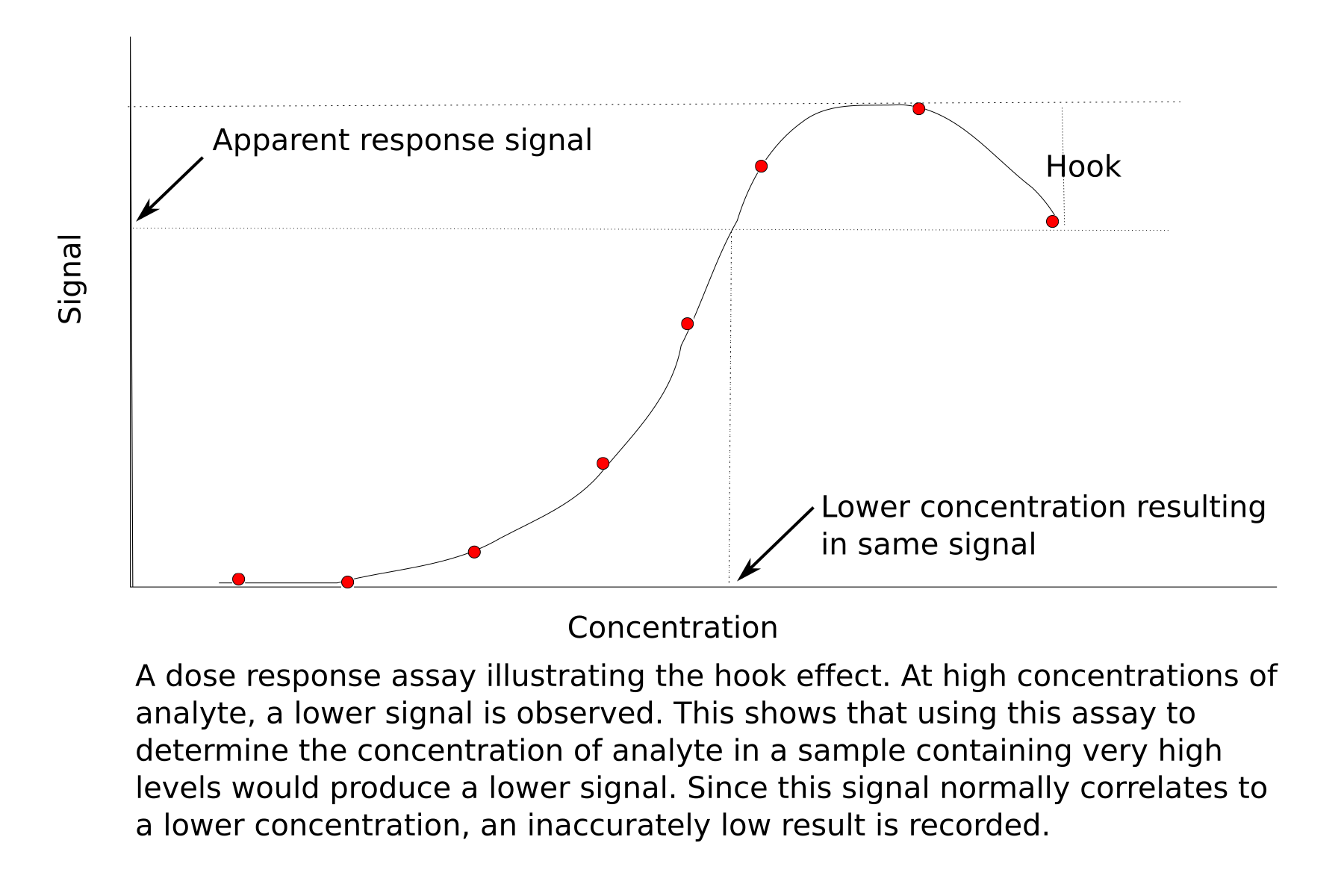
Illustrazione dell'effetto hook adattato da Schiettecatte et al.

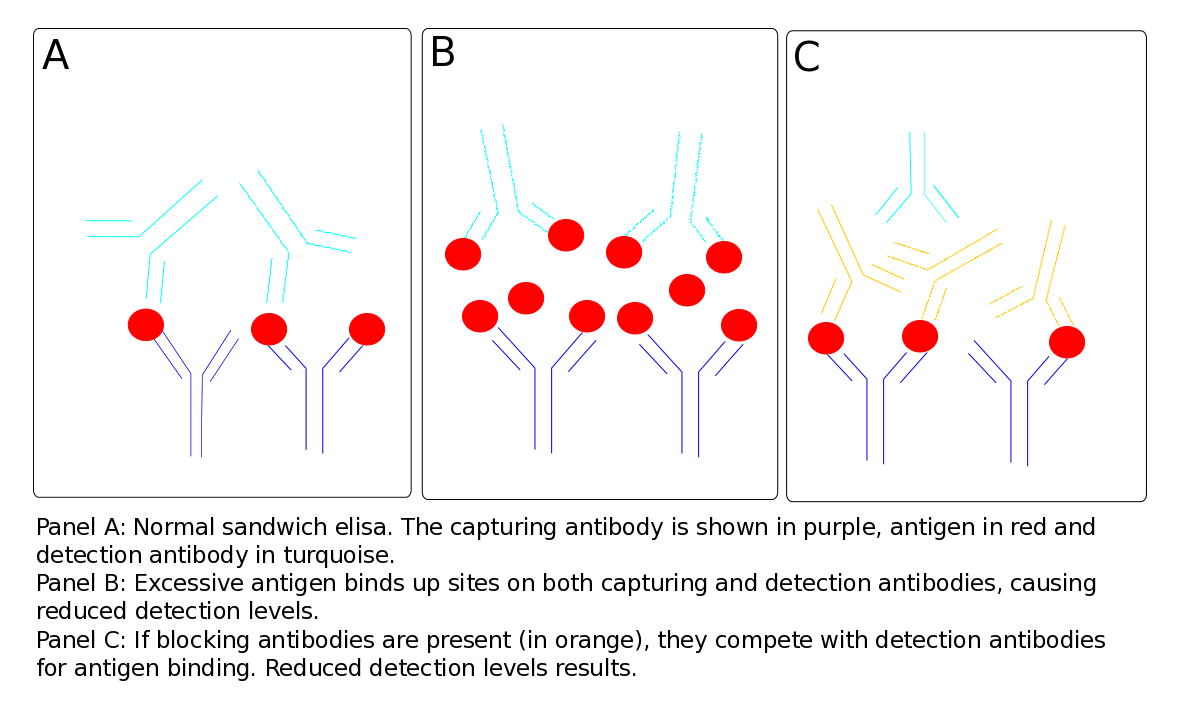
Illustrazione degli effetti dell'antigene in eccesso e degli anticorpi bloccanti sui test immunologici.

L'effetto Hook o prozona è un fenomeno immunologico in base al quale l'efficacia degli anticorpi nel formare complessi immunitari è talvolta compromessa quando le concentrazioni di un anticorpo o di un antigene sono molto elevate. La formazione di complessi immunitari smette di aumentare con concentrazioni maggiori e diminuisce con concentrazioni estremamente elevate, producendo una forma ad uncino su un grafico di misurazioni. Questo effetto esiste in due versioni:
- con anticorpi in eccesso;
- con antigeni in eccesso.

Un'importante rilevanza pratica del fenomeno è come un tipo di interferenza che riguarda alcuni saggi immunologici e saggi nefelometrici, con conseguenti falsi negativi o risultati inaccuratamente bassi. Altre forme comuni di interferenza includono l'interferenza dell'anticorpo, la reattività crociata e l'interferenza del segnale. Il fenomeno è causato da concentrazioni molto elevate di un particolare analita o anticorpo ed è prevalente nei saggi immunologici in un unico passaggio (sandwich).

## Meccanismo in vitro

### Versione con anticorpi in eccesso
In un test di agglutinazione, il siero di una persona (che contiene anticorpi) viene aggiunto a una provetta, che contiene un particolare antigene. Se gli anticorpi si agglutinano con l'antigene per formare complessi immunitari, il test viene interpretato come positivo. Tuttavia, se sono presenti troppi anticorpi che possono legarsi all'antigene, i siti antigenici sono rivestiti da anticorpi e pochi o nessun anticorpo diretto verso l'agente patogeno è in grado di legare più di una particella antigenica. Poiché gli anticorpi non si legano agli antigeni, non si verifica agglutinazione. Poiché non si verifica alcuna agglutinazione, il test viene interpretato come negativo. In questo caso, il risultato è un falso negativo. La gamma di concentrazioni di anticorpi relativamente elevate entro cui non si verifica alcuna reazione è chiamata prozona.

### Versione con eccesso di antigeni
L'effetto può verificarsi a causa dell'eccesso di antigene, quando sia gli anticorpi di cattura che quelli di rilevazione vengono saturati dall'alta concentrazione dell'analita. In questo caso, nessun sandwich può essere formato dall'anticorpo di cattura, dall'antigene e dall'anticorpo di rilevazione. In questo caso, l'antigene libero è in competizione con l'antigene catturato per il rilevamento del legame anticorpale. L'aggiunta sequenziale di antigene e anticorpo, abbinata a un lavaggio rigoroso, può prevenire l'effetto, così come aumentare la concentrazione relativa dell'anticorpo verso l'antigene, mediando così l'effetto.

## Osservazione in vivo
Lewis Thomas descrisse nelle sue memorie un esperimento fisiologico del 1941 in cui osservò l'effetto prozona in vivo: l'immunità nei conigli al meningococco, che era marcata, inaspettatamente diminuita quando l'immunizzazione veniva usata per indurre una risposta anticorpale elevata.In altre parole, indurre i corpi del coniglio a produrre più anticorpi contro questo batterio ha avuto l'effetto controproducente di ridurne l'immunità. Dal punto di vista di una nozione eccessivamente semplicistica della relazione anticorpo / antigene, questo sembra paradossale, sebbene sia logico da un punto di vista della biologia molecolare odierna. Thomas era interessato a proseguire ulteriormente questa ricerca fisiologica, ma la sua carriera lo portò in altre direzioni. Un tipo di rilevanza che ha ipotizzato per questo concetto di anticorpo bloccante in vivo è stato il motore della suscettibilità umana a determinate malattie infettive.
Nei decenni successivi, è stato anche scoperto che il concetto ha rilevanza clinica nell'immunoterapia con allergeni, in cui gli anticorpi bloccanti possono interferire con altri anticorpi coinvolti nell'ipersensibilità e quindi migliorare il trattamento delle allergie.